# 蛛形蟹科
蛛形蟹科（学名：Latreilliidae）為十足目的一科动物。蛛形蟹科是蟹的一个小科。 它们是相对较小的长腿蟹，可发现于世界上大部分热带和温带水域深度大于700米（2,300英尺）深处的软底上。该科及其模式属以Pierre André Latreille命名。现有7个种。

## 属
- 无毛蛛蟹属 Eplumula Williams, 1982
- 蛛形蟹属 Latreillia Roux, 1830